# 安特卫普站 (巴黎地铁)
安特卫普站（法語：Anvers）是法国巴黎地铁2号线的一个车站，位于巴黎第九区和巴黎十八区的边界，於1902年10月7日启用。车站得名于安特卫普广场，邻近蒙马特的圣心堂。

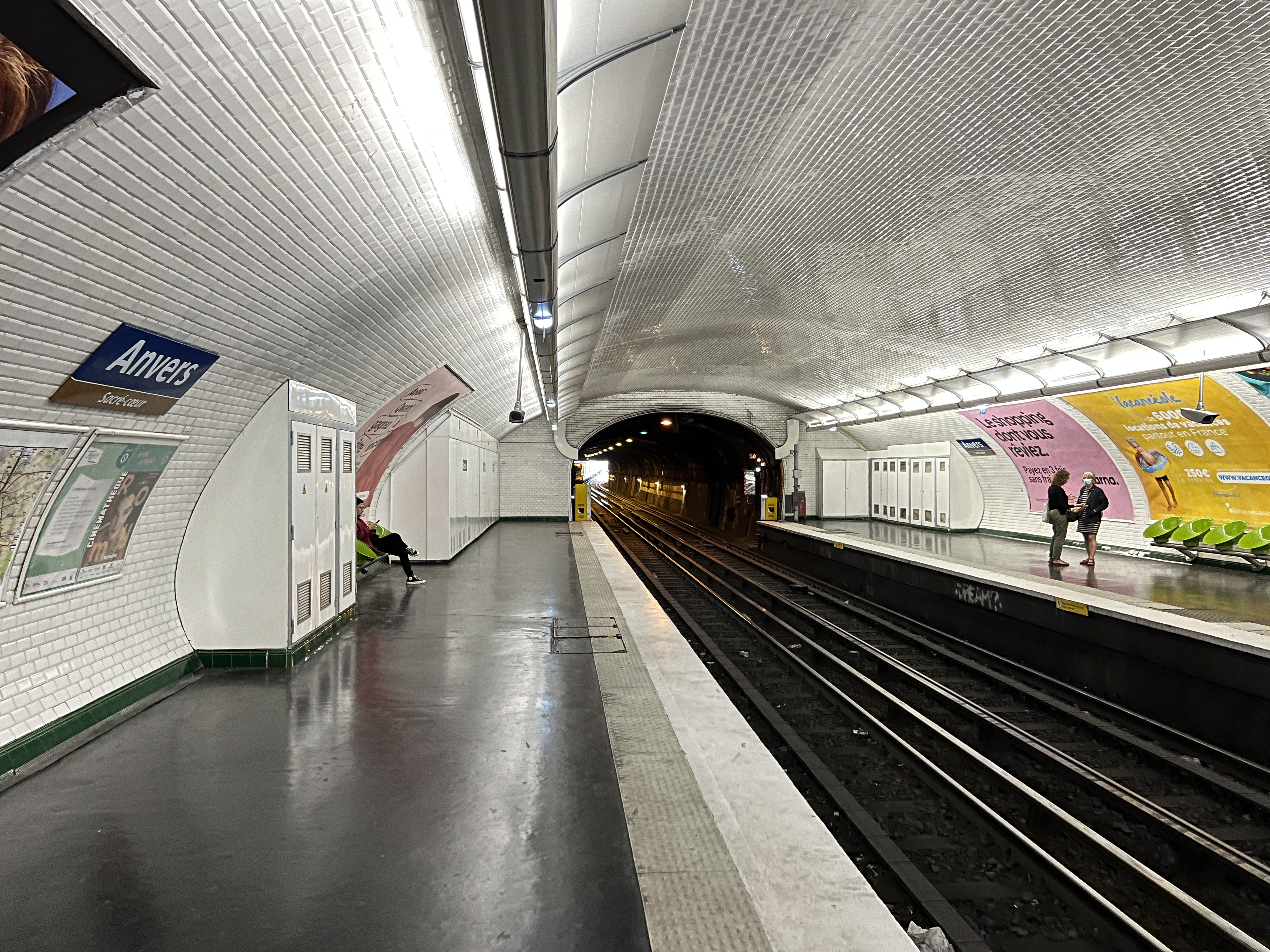
月台 (2022年7月)

## 車站結構
| G 街道   |                    |                                   |
| M        | 月台連接夾層       |                                   |
| P 月台層 | 側式月台，右側開門 | 側式月台，右側開門                |
| P 月台層 | 1號月台            | 往王妃門（皮加勒）                |
| P 月台層 | 2號月台            | 往民族廣場（巴尔贝斯-罗什舒阿尔） |
| P 月台層 | 側式月台，右側開門 |                                   |